# Brixia Basket
La Brixia Basket S.S.D. A R.L. è una società italiana di pallacanestro femminile con sede a Brescia.

## Storia
Partecipa alla Serie A1 dal 2022-2023, dopo aver acquistato il titolo del Basket Costa.

## Cronistoria
| Cronistoria della Brixia Basket |
| --- |
| - 2010-11 · in Serie C Lombardia. - 2011-12 · 4ª nel Girone A di Serie C Lombardia, promossa in Serie B. - 2012-13 · 14ª in Serie B Lombardia, retrocessa in Serie C. - 2013-14 · vince i play-off di Serie C Lombardia, promossa in Serie B. - 2014-15 · 2ª in Serie B Lombardia, quarti di finale play-off nazionali. - 2015-16 · 1ª nel Girone Gold di Serie B Lombardia, finalista play-off nazionali. - 2016-17 · 3ª nel Girone Silver C di Serie B Lombardia. - 2017-18 · 14ª in Serie B Lombardia. - 2018-19 · 5ª in Serie B Lombardia. - 2019-20 · 10ª in Serie B Lombardia, ripescata in Serie A2. - 2020-21 · 2ª nel Girone Sud di Serie A2, quarti di finale play-off. - 2021-22 · 3ª nel Girone Nord di Serie A2, quarti di finale play-off, acquista il titolo del Basket Costa, ammessa in Serie A1. - 2022-23 · 14ª in Serie A1, retrocessa e poi ripescata. - 2023-24 · 10ª in Serie A1, vince i play-out. - 2024-25 · 9ª in Serie A1, vince i play-out. |